# BIRC6
BIRC6‏ (Baculoviral IAP repeat containing 6) هوَ بروتين يُشَفر بواسطة جين BIRC6 في الإنسان.